# Алтыев, Текебай Алтыевич
Текебай Алтыев (туркм. Tekebaý Altyýew) — туркменский государственный деятель.

## Биография
Родился в 1937 году в селе Бабадайхан Кировского района ТССР.
Образование высшее. Окончил Туркменский сельскохозяйственный институт.
1960—1963 — строитель 2-го строительно-монтажного управления треста «Туркменсувгурлушык».
1963 — главный инженер института «Туркменсувхожалык».
1963—1972 — главный референт Совета министров ТССР, заместитель заведующего отделом мелиорации, водного хозяйства и сельского строительства Совета министров ТССР.
1972—1980 — первый заместитель министра сельского строительства ТССР.
1980—1996 — на различных должностях в Министерстве мелиорации и водного хозяйства ТССР (Туркменистана).
14.03.1996 — 1998 — заместитель министра мелиорации и водного хозяйства Туркменистана.
18.08.1998 — 26.02.2001 — заместитель министра сельского и водного хозяйств Туркменистана.
2000—2002 — председатель Исполнительного комитета Международного фонда по спасению Арала (по совместительству).
26.02.2001 — 09.07.2001 — исполняющий обязанности министра водного хозяйства Турменистана.
09.07.2001 — 20.05.2005 — заместитель министра водного хозяйства Турменистана.
20.05.2005 — 14.02.2007 — министр водного хозяйства Туркменистана.
Вышел на пенсию.

## После отставки
В 2016 году проживал в Ашхабаде, был награжден юбилейной медалью по случаю 25-летия независимости Туркменистана.

## Награды и звания
- Заслуженный работник сельского хозяйства Туркменистана
- Орден «Золотой век» III степени (06.11.2007)